# Gerardo Riverón
Gerardo Riverón (La Habana, Cuba) es un actor cubano, radicado en Miami. Es más conocido por sus participaciones en las telenovelas Prisionera, El fantasma de Elena y Santa diabla.

## Biografía
Gerardo Riverón, descubre su pasión por la actuación desde pequeño. Luego de terminar primaria. Se graduó en el Instituto Superior de Arte de La Habana, comenzó su carrera haciendo cortometrajes y pequeños comerciales dentro de su país. Realizó una amplia y exitosa carrera en Cuba, donde laboró por 2 décadas en teleteatros, cuentos, series y novelas. Sus directores de teatro fueron Roberto Garriga, Carlos Piñeiro, Vázquez Gallo, Loly Buján, Marcos Miranda, Severino Puentes, Abel Ponce, Pedro Álvarez y Jorge Ramón. Interpretó en Grandes Novelas como "A Sangre Fría" de T.Capote que también fue protagonizado por José Antonio Espinosa y Adolfo Llaurado, y en Teatro ICR "Cartas boca abajo" escrita por B. Vallejo y interpretada por Rosita Fornes. Asimismo, trabajo con actores como Enrique Santisteban, Reinaldo Miravalles, María de los Ángeles Santana, Ana Lasalle, Margarita Balboa, Consuelo Vidal, Raquel Revuelta, Aurora Pita y otros.
Más tarde participa en las películas: Amada y Cecilia. 
Luego de estas películas, participa en la telenovela Morelia. En el año 2004 participa en la telenovela Prisionera. En el 2005 obtiene un papel estelar en la telenovela ¡Anita, no te rajes!. En la telenovela Tierra de pasiones, obtiene el papel del Doctor Mora. 
En el 2010 participa en la telenovela El fantasma de Elena donde interpreta a Don Samuel. En el 2011 actúa en La casa de al lado, donde interpreta a Pedro Martínez. En el 2012 participa en El talismán, donde interpretó a Guillermo. En el 2013 actúa en Santa diabla, donde interpreta al Padre Milton Reverte. 

## Filmografía

### Telenovelas
- Voltea pa' que te enamores (2015) - Padre Hudson
- Santa diabla (2013) - Padre Milton Reverte
- El talismán (2012) - Guillermo
- La casa de al lado (2011) - Pedro Martínez
- Pecadora (2010) - Gómez
- Eva Luna (2010) - Fiscal (Actor Invitado)
- El fantasma de Elena (2010) - Don Samuel
- Perro amor (2010) - Dagoberto Pérez
- Más sabe el diablo (2009) - Jaime Cardona
- Las dos caras de Ana (2006) - Licenciado Germán Arango
- Prisionera (2004) - Padre Antonio
- Morelia (1985)

### Series
- Lotería (2006)

### Películas
- Wassup en LA? (2013) - Alfredo Figueroa Díaz
- Calloused Hands (2013) - Henrique
- De rodillas (2008) - Padre Moreno
- Freedom Flight (2005) - Navegador
- Amada (1985)
- Cecilia (1982)

### Teatro
- Tres tazas de trigo
- Yerma
- La Celestina
- El vuelo del Quijote
- El Súper
- La lechuga
- Regreso a casa
- El método Graham
- Aire frío
- El "no"
- Fresa y Chocolate
- Encadenados
- Confesión en el Barrio Chino
- Doña Rosita la Soltera

## Premios
- 2014: "Miami Life Awards" como Primer actor en Santa diabla - Nominado.